# Guarcello Peak

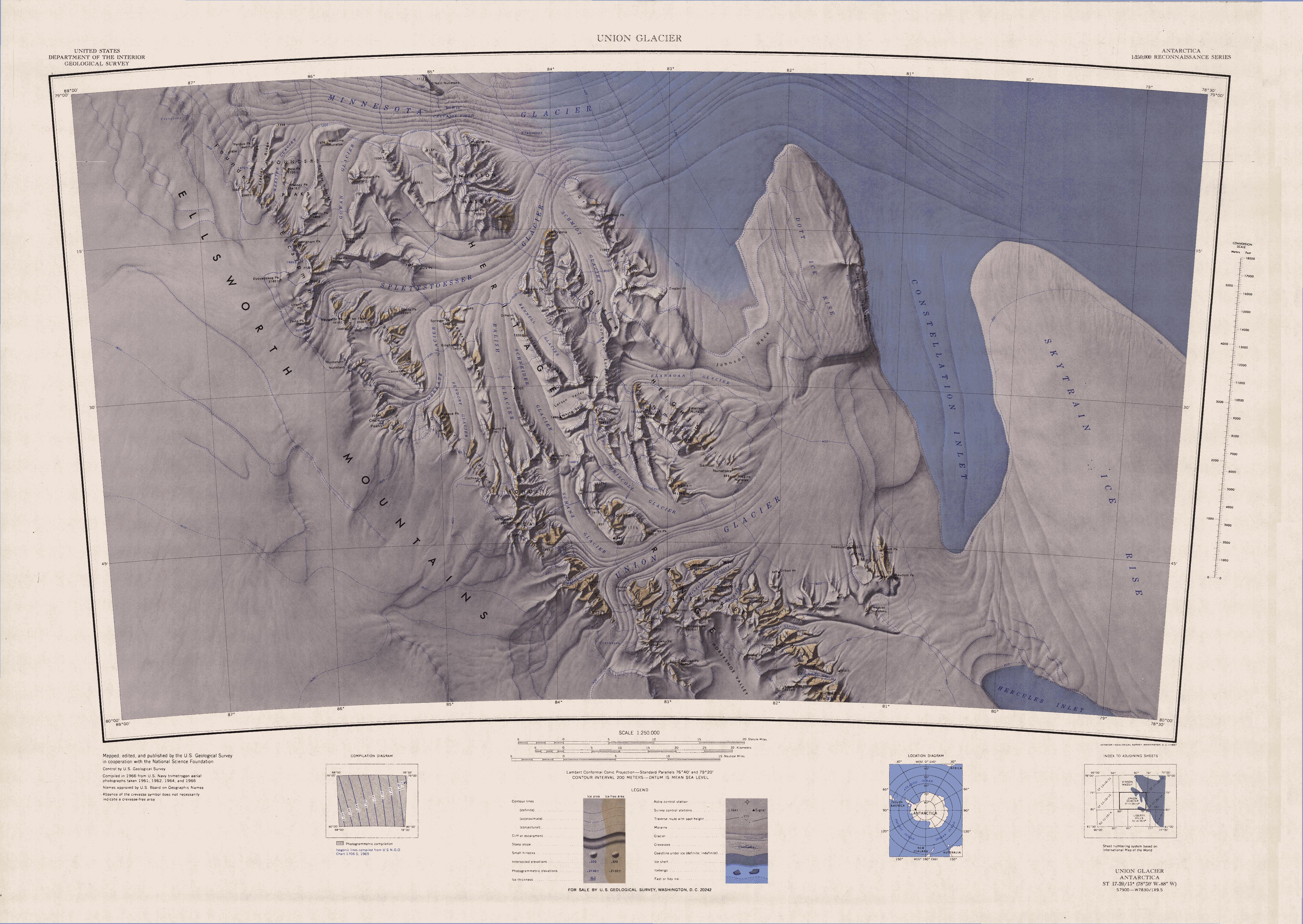
Karte der Region mit Guarcello Peak mittig am unteren Rand

Der Guarcello Peak ist ein 2050 m hoher Gipfel im westantarktischen Ellsworthland. In den Enterprise Hills der Heritage Range im Ellsworthgebirge ragt er etwa 5,6 Kilometer südsüdöstlich des Mount Dolence und nordwestlich des Chappell Peak am Kopf des Horseshoe Valley auf.
Der United States Geological Survey kartografierte den Gipfel in den Jahren von 1961 bis 1966 anhand von Messungen und Luftaufnahmen der United States Navy. Das Advisory Committee on Antarctic Names benannte ihn nach Dominic Guarcello, einem Meteorologen, der 1958 auf der amerikanischen Antarktisstation Little America V arbeitete.